# Sperrins
Le Sperrins, o Sperrin Mountains, sono un gruppo di colline nell'Irlanda del Nord e una delle più grandi aree sopraelevate in Irlanda. La regione delle Sperrins è ubicata nel centro dell'Irlanda del Nord, estendendosi dalla linea costiera occidentale di Lough Neagh nella County Tyrone, fino ad alcune zone della County Londonderry. La regione ha una popolazione di circa 150.000 abitanti ed è designata come un'Area di Notevole Bellezza Naturale (Area of Outstanding Natural Beauty).

## Caratteristiche
Le Speerins hanno un caratteristico paesaggio coperto di ghiaccio. Il Glenshane Pass, parte della A6 Belfast fino alla Derry road, è compreso nelle montagne ed ha fama per il suo cattivo tempo invernale. Sawel Mountain è il più alto picco delle Sperrins, ed è la settima vetta più alta nell'Irlanda del Nord. La sua cima è alta 678 m. Un'altra delle Sperrins, Carntogher (464m), svetta sul Glenshane Pass.